# Muff Winwood
Muff Winwood, vlastním jménem Mervyn, (* 15. června 1943) je anglický baskytarista a hudební producent. V roce 1963 byl členem původní sestavy skupiny The Spencer Davis Group, v níž hrál i jeho mladší bratr Steve. Muff Winwood kapelu opustil v roce 1967. Následně pracoval jako A&R pro společnost Island Records. Jako producent spolupracoval například se skupinami Sparks a Dire Straits či hudebníkem Kevinem Ayersem.